# Cirsodes macilentata
Cirsodes macilentata är en fjärilsart som beskrevs av Achille Guenée 1858. Cirsodes macilentata ingår i släktet Cirsodes och familjen mätare. Inga underarter finns listade i Catalogue of Life.